# Бразильський крузадо
Крузадо (порт. Cruzado) був валютою Бразилії з 1986 по 1989 рік. Він замінив другий крузейро у 1986 році за курсом 1 крузадо = 1000 крузейро і був замінений у 1989 році на новий крузадо за курсом 1000 крузадо = 1 новий крузадо.
Ця валюта поділялася на 100 сентаво і мала код {\displaystyle \mathrm {CzS} \!\!\!\Vert } і код ISO 4217 BRC.

## Монети

### Обігові
Монети з нержавіючої сталі були введені в обіг у 1986 році номіналом 1, 5, 10, 20 і 50 сентаво, а також 1 і 5 крузадо, а в 1987 році — 10 крузадо. Виробництво монет припинилося у 1988 році.
| Реверс | Аверс | Значення |
| ------ | ----- | -------- |
|        |       | Cz$0.01  |
|        |       | Cz$0.05  |
|        |       | Cz$0.10  |
|        |       | Cz$0.20  |
|        |       | Cz$0.50  |
|        |       | Cz$1     |
|        |       | Cz$5     |
|        |       | Cz$10    |

### Пам'ятні
У 1988 році було виготовлено три зразки пам’ятних монет номіналом 100 крузадо, присвячених 100-річчю скасування рабства в країні (Lei Áurea). Незважаючи на те, що вони були дуже рідкісними в обігу, дизайн цих монет був перенесений як на новий крузадо, так і на третій крузейро.
| Реверс | Аверс | Значення | Подробиці |
| ------ | ----- | -------- | --- |
|        |       | Cz$100   | Дизайн із зображенням чоловіка, словом «Axé» та написом «Centenário da Abolição» («100-річчя відміни рабства»). Також вказані роки 1888 і 1988. |

## Банкноти
Перші банкноти були наддруковані на банкнотах крузейро номіналом 10, 50 і 100 крузадо. Потім з'явилися звичайні банкноти номіналом 10, 50, 100 і 500 крузейро, а в 1987 році — 1000 крузейро, в 1988 році - 5000 і 10 000 крузейро.

### Крузейро (другий) з надпечаткою крузадо
Крузадо замінив крузейро (другий) у співвідношенні 1 крузадо до 1000 крузейро. З 28 лютого 1986 року банкноти номіналом 10 000 крузейро із зображенням Руя Барбози, 50 000 крузейро із зображенням Освальдо Круза та 100 000 крузейро із зображенням Жуселіну Кубічека були повторно використані з круглими надписами номіналом 10, 50 та 100 крузейро на лицьовому та зворотному боці.
| Зображення | Номінал | Опис                                                               | Перший випуск       |
| ---------- | ------- | ------------------------------------------------------------------ | ------------------- |
|            | Cz$10   | Аверс банкноти номіналом 10 000 крузейро з наддруком 10 крузадо.   | 28 лютого 1986 року |
|            | Cz$50   | Аверс банкноти номіналом 50 000 крузейро з наддруком 50 крузадо.   | 28 лютого 1986 року |
|            | Cz$100  | Аверс банкноти номіналом 100 000 крузейро з наддруком 100 крузадо. | 28 лютого 1986 року |

### Крузадо
У жовтні 1986 року розпочалося розповсюдження банкнот крузадо нового зразка. На цих банкнотах було змінено лише напис та номінал 10, 50 та 100 крузадо. Нові банкноти номіналом 500 крузадо із зображенням Ейтора Вілла-Лобоса також були випущені в жовтні 1986 року. Нові банкноти номіналом 1000 крузадо із зображенням Мачаду де Ассіса були випущені в 1987 році. А нові банкноти номіналом 5000 крузадо із зображенням Кандідо Портінарі та нові банкноти номіналом 10 000 крузадо із зображенням Карлоса Шагаса ббули випущені в 1988 році, і вони стали останніми банкнотами цього грошового стандарту. 
| Зображення | Номінал   | Опис | Перший випуск     |
| ---------- | --------- | --- | ----------------- |
|            | Cz$10     | Руй Барбоза ді Олівейра Дипломат, письменник, юрист і політик.                                             | Жовтень 1986 року |
|            | Cz$10     | Друга конвенція, підписана в Гаазі 18 жовтня 1907 року.                                                    | Жовтень 1986 року |
|            | Cz$50     | Освальдо Гонсалвес Круз Лікар, бактеріолог-першопроходець, епідеміолог і фахівець з громадського здоров'я. | Жовтень 1986 року |
|            | Cz$50     | Неомавританський палац Мангіньос у Ріо-де-Жанейро, штаб-квартира Фонду Освальдо Круза.                     | Жовтень 1986 року |
|            | Cz$100    | Жуселіну Кубічек 21-й президент Бразилії, ініціатор будівництва Бразиліа.                                  | Жовтень 1986 року |
|            | Cz$100    | Будівлі Бразиліа, Національний конгрес, «Катетіньйо» та палац Альворадо.                                   | Жовтень 1986 року |
|            | Cz$500    | Ейтор Вілла-Лобос Композитор, диригент, віолончеліст, піаніст і гітарист.                                  | Жовтень 1986 року |
|            | Cz$500    | Ейтор Вілла-Лобос як диригент.                                                                             | Жовтень 1986 року |
|            | Cz$1000   | Жуакін Марія Машаду де Ассіс, Письменник бразильської літератури.                                          | 1987              |
|            | Cz$1000   | Вид на вулицю 1 березня у 1905 році Ріо-де-Жанейро.                                                        | 1987              |
|            | Cz$5000   | Кандідо Портінарі Художник-неореаліст «Тирадентіс» на задньому плані.                                      | 1988              |
|            | Cz$5000   | Малюнок Портінарі «Баяни», 1953 рік.                                                                       | 1988              |
|            | Cz$ 10000 | Карлус Шагас Санітарний лікар, бактеріолог.                                                                | 1988              |
|            | Cz$ 10000 | Шагас за роботою в лабораторії.                                                                            | 1988              |